# François de Sécus
Le baron François Marie Joseph Hubert de Sécus, né à Mons le 7 avril 1760 et mort à Bruxelles le 21 novembre 1836, est un homme politique belge. Il est le père de Frédéric de Sécus.

## Fonctions et mandats
- Bourgmestre de Bauffe : 1812-1836
- Membre de la Seconde Chambre aux États généraux du royaume des Pays-Bas : 1815-1817, 1820-1830
- Membre du Congrès national : 1830-1831
- Membre du Sénat belge : 1831-1836

## Sources
- P. BERGMANS, « François de Sécus «, in: "Biographie nationale de Belgique, T. XII", Brussel, 1893, col. 138-139.
- Carl BEYAERT, "Biographies des membres du Congrès national", Brussel, 1930.
- Luc FRANÇOIS, « François de Sécus », in: "Annales du Cercle Archéologique de Mons", 1988, blz. 119-145.
- Jean-Luc DE PAEPE & Christiane RAINDORF-GERARD, "Le Parlement belge, 1831-1894". Données biographiques, Brussel, 1996.
- Oscar COOMANS DE BRACHÈNE," État présent de la noblesse belge, Annuaire 1998", Brussel, 1998.

- Ressource relative à plusieurs domaines :   - ODIS
- Notice dans un dictionnaire ou une encyclopédie généraliste :   - Biografisch Portaal van Nederland
- Notices d'autorité :   - VIAF
  - ISNI
  - Belgique
  - Pays-Bas